# シリ・マイモン
シリ・マイモン（ヘブライ語:  שירי מימון・英語: Shiri Maimon、1981年5月17日 - ）は、イスラエル出身の歌手。

## 人物
ハイファ生まれ。チュニジア系の父、モロッコ系の母を持ち、スファラディ系ユダヤ人の子孫とされる。子供時代はハイファ北部のキリヤット・ハイム で過ごした。年少者向け音楽コンテスト への出場を機に、10歳で歌手としてデビュー。

## 来歴
10代後半は国の徴用制度により兵役に服し、その間はイスラエル空軍の慰問部隊でも歌手として活動した。退役後の2001年には、ティーペックス（ヘブライ語: טיפקס・英語: Teapacks）制作のミュージック・ビデオでフィーチャーされる。その後、エイラートにて1年半ほど歌手兼バーテンダーとして働き、2003年には「スター誕生」に相当するテレビのオーディション番組に出場・第2位に入賞。以後、本格的に音楽活動を開始する。デビュー・アルバムの制作中は、若者向けテレビ番組 にレギュラー出演した。
2005年、ユーロビジョン・ソング・コンテスト（キエフ大会）に国内予選 を経てイスラエル代表として出場。持ち歌「ハシェケット・シェニシュアル」（ヘブライ語: השקט שנשאר・英語: Time to Say Goodbye）にて第4位に入賞 した。国内外の音楽活動のほか、ラジオ番組やテレビドラマ、映画、ミュージカル、記念式典への出演も行う。サッカーイスラエル代表大会出場時の国歌独唱歌手も務めた。シュロミ・シャバット（ヘブライ語: שלומי שבת・英語: Shlomi Shabat）、シモン・ブスキラ（ヘブライ語: שמעון בוסקילה・英語: Shimon Buskila）らとミズラヒ楽曲（ヘブライ語: מוזיקה מזרחית・英語: Mizrahi music）のコラボレーション も行う。
2008年にはMTVヨーロッパのミュージック・アウォード（英リヴァプール）にエントリし、ヨーロッパ・アーティスト賞のカテゴリで第3位に入賞。その後、5大陸・20ヶ国を結ぶ世界的なポピュラー音楽プロジェクト「グローバル・ワン」への参加要請を受ける。2010年、ケレン・ハイェソッド 90周年記念式典の主演歌手に選ばれた。
2013年からテレビの歌謡オーディション番組『エックス・ファクター・イスラエル』（ヘブライ語: אקס פקטור ישראל・英語: The X Factor Israel）の審査委員を務める。2014年、作曲家・指揮者のギル・ショハット（ヘブライ語: גיל שוחט・英語: Gil Shohat）のピアノ・弦楽四重奏団と共演。

## ディスコグラフィー
公式な英語版が存在する曲には記号「†」を付した。

### シングル
- עד שתבין אותי（Until You Understand Me）（2004年11月）
- [注 6]השקט שנשאר（Time to Say Goodbye†[注 7])（2005年2月）
- אהבה קטנה（A Small Love）（2005年7月）
- כמה פעמים（How Many Times）（2005年10月）
- לאן שלא תלכי（Wherever You Go）（2006年1月）
- יותר טוב לסלוח（Hard to Forget†）（2007年12月）
- כשהלכת（When You Walked Away）（2008年2月）
- תאהבי קצת את עצמך（Love Yourself a Little）（2008年3月）
- ורציתי שתדעי（I Wanted You to Know）（2008年6月）
- חלק ממך（Now That You're Gone†）（2008年11月）
- תמשיך ללכת（Going Ahead）（2009年5月）
- אני ארדוף אותך（I Will Follow You）（2009年8月）
- [注 15]גשם שיבוא（Rain to Come）（2009年12月）
- [注 15]שיר תקווה (A Song of Hope)（2010年8月）
- （2014年8月） מי שפוי מי משוגע
- （2015年1月） זכוכיות

### アルバム
- שירי מימון（Shiri Maimon）（2005年9月）

1. אהבה קטנה（A Small Love）
2. לאן שלא תלכי（Wherever You Go）
3. אותך (You)
4. לקולך (To Your Voice)
5. עד שתבין אותי（Until You Understand Me）
6. תברח (Run Away)
7. כמה פעמים (How Many Times)
8. כבר לא שלך (No Longer Yours)
9. זמן של חסד (Time of Grace)
10. [注 16](מרחוק (עם אייל שחר (From Afar)
11. [注 6] השקט שנשאר（Time to Say Goodbye†[注 7])
12. לאן שלא תלכי (Wherever You Go) - drum remix

- ...רגע לפני ש（A Moment Before...）（2008年1月）

1. זה לא מה שהבטיחו לי (That's Not What Was Promised to Me)
2. שבי לרגע (Sit Down for a Moment)
3. יותר טוב לסלוח (Hard to Forget†)
4. בועה (Bubble)
5. ורציתי שתדעי (I Wanted You to Know)
6. לילה (Night / Angel†)
7. כשהלכת (When You Walked Away)
8. תאהבי קצת את עצמך (Love Yourself a Little)
9. ממשיכה מכאן (Going Ahead)
10. בוחרת בי (Choosing Me)
11. ...רגע לפני ש (A Moment Before...)
12. זה לא מה שהבטיחו לי (That's Not What Was Promised to Me) - N.Y. version
13. שבי לרגע (Sit Down for a Moment) - N.Y. version

- Standing on My Own[注 17]（2008年1月）

1. Tender Love†
2. Hard to Forget†
3. Crossroads†
4. Eyes for You†
5. Angel†
6. Alone†
7. Joy†
8. Beautiful†

- [注 15]המופע המשותף (Live Together)（2011年3月）

1. オープニング
2. גשם שיבוא (Rain to Come)
3. עד סוף העולם (By the End of the World)
4. את המחר שלי (My Tomorrow)
5. יותר טוב לסלוח (Hard to Forget†)
6. שיר תקווה (A Song of Hope)
7. חלק ממך (Now That You're Gone†)
8. הייתי בגן עדן (I Was in Heaven)
9. כמה אהבה (How Much Love)
10. עלש (Als)
11. תגידי (Tell)
12. כשהלכת (When You Walked Away)
13. מינהאר לי משיתי (יא מאמא) / منهار اللي مشيتي (Ya Mama)
14. השקט שנשאר (The Silence That Remains†)
15. ורציתי שתדעי - איך את לא רואה (メドレー I Wanted You to Know - How Did You Not See)
16. לאן שלא תלכי (Wherever You Go)

- שלג בשרב (Snow in the Heatwave) (2012年8月)

1. שלג בשרב (Snow in the Heatwave)
2. מחכה שתשוב (Waiting for You to Come Back)
3. כמה את יפה (How Beautiful You Are)
4. געגוע (Longing)
5. אולי אני בך (Maybe I'm in You)
6. דילמה (Dilemma)
7. לזרוק זהב (Throwing Gold)
8. לאישה שהייתה (To the Wife That Was)
9. אשאר אותך לספר (I Will Remain, to Talk About You)
10. בסוף יום (At the End of a Day)

### サウンドトラック
- [注 18]כמה כוח יש ללב שבור (The Power of a Broken Heart) (2004年)

### その他
2010年、マティ・カプシ（ヘブライ語: מתי כספי・英語: Matti Caspi）のアルバム 『ソウル・メイト』（נפש תאומה・Soul Mate）に客演し、バーデン・パウエルのボサノヴァ曲「プレリュードのサンバ」(ヘブライ語曲名: סמבה בשניים・ブラジルポルトガル語：Samba em Prelúdio）を収録。

## 補足
「平和の歌」「黄金のエルサレム」などの国民的歌謡からポップス、ソウル、R & Bまで、幅広く歌唱。伴奏の形態にも多様性があり、持ち歌についてはロック・バンドの編成（ギター、キーボード、ベース、ドラムスなど）が多く、曲によってコーラスが加わる。吹奏楽団や管弦オーケストラをバックに伝統的歌謡が歌われた事例も少なからず存在する。このほか、伴奏にピアノのみ、ギターのみ…といったアンプラグド・セッションも行われた。
レパートリーの多くは現代ヘブライ語で歌われるが、英訳された歌詞が意図的に使われる場合もある。ユーロビジョン・ソング・コンテストへの出場にあたっては、ヘブライ語の歌詞では過去に目立った実績がなかったこともあり、周囲に説得され、参加曲「ハシェケット・シェニシャー」の前半をオリジナルのヘブライ語で、後半を英語で歌うことに合意した。ソウル、R & B系の曲については、ホイットニー・ヒューストン、マライア・キャリー、アナスタシアなど、英語圏出身の歌手の影響を強く受ける。